# Michael Bublé
Michael Bublé, né le 9 septembre 1975 à Burnaby en Colombie-Britannique, est un chanteur de jazz canadien d'origine italienne, de soul, de rock et de pop, mais aussi un acteur. Il possède la double citoyenneté canadienne et italienne depuis 2005.
Bublé est considéré comme l'un des principaux héritiers des chanteurs de jazz vocal des années 1950 et 1960 ; il est fréquemment comparé à des crooners comme Frank Sinatra ou Dean Martin. Son album Michael Bublé de 2003 a atteint le top 10 au Canada, au Royaume-Uni et en Australie. En 2004, un album live et sa vidéo Come Fly with Me (2004) se sont inscrits au classement Billboard en musique et vidéo et ont atteint le top 40 des ventes d'albums en Australie. Il a obtenu un succès commercial aux États-Unis avec It's Time.

## Biographie

### Vie personnelle
Le chanteur a épousé l'actrice argentine Luisana Lopilato en 2011. Le couple a quatre enfants, deux garçons nés en 2013 et 2016, et deux filles, nées en 2018 et 2022,.

### Début de carrière

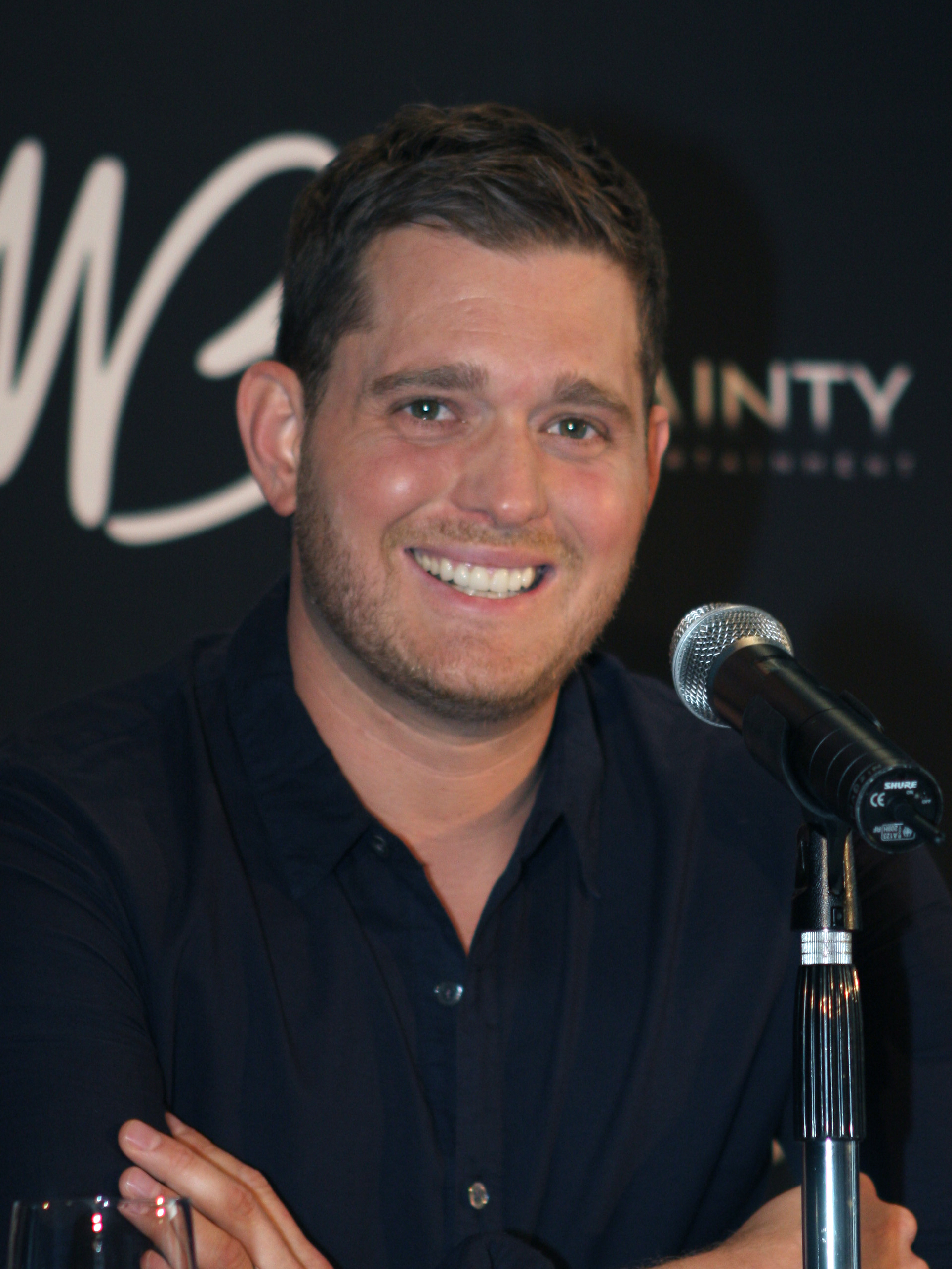
Michael Bublé en 2011.

Il a enregistré trois albums indépendants, l'un en cadeau à son grand-père. Bublé a reçu deux nominations aux prix Génie en 2000 pour les deux chansons qu'il avait écrites pour le film Here's to Life.
La carrière de Michael Bublé a commencé à percer à la suite d'une rencontre avec un associé de l'ancien premier ministre canadien Brian Mulroney, Michael McSweeney. McSweeney avait apprécié une performance de Bublé qui lui a ensuite fait cadeau d'un album. McSweeney, à son tour, donna un album à Brian Mulroney et sa femme. C'est ainsi que Bublé fut invité à chanter au mariage de la fille du couple, Caroline Mulroney, en 2000, où il chanta Mack the Knife de Kurt Weill. Lors de la cérémonie, Brian Mulroney a présenté Bublé à David Foster, producteur et membre de la direction de Warner Brothers ayant déjà travaillé avec Josh Groban. Foster et Bublé conclurent une entente avec la maison de disques 143 pour la production de l'album éponyme de Michael Bublé en 2000. L'album contient une variété de chansons, notamment Fever, The Way You Look Tonight, For Once In My Life, Moondance et You'll Never Find another Love Like Mine.
L’album homonyme Michael Bublé a été réalisé au début de 2003 et s'est aussitôt retrouvé sur le palmarès des albums canadiens. Son succès s’étendra jusqu’au Royaume-Uni, aux États-Unis. L'album désormais platine figurera parmi les dix meilleurs albums aux palmarès du Royaume-Uni et du Canada pour passer en première position en Australie. L'album a atteint le top 50 du Billboard 200 album charts aux États-Unis. Sa version de Kissing a Fool, de George Michael, a atteint le top 30 du Hot Adult Contemporary Tracks. How Can You Mend Broken Heart a atteint le top 30 du Billboard Adult Contemporary. Son troisième single Sway, initialement chanté par Dean Martin, a également atteint le top 30 du Adult Contemporary, tandis que le DJ Junkie XL remixe la chanson et qu'elle atteint le top 20 en Australie en mai 2004.
Bublé a reçu le prix de « Nouvel Artiste de l'année » au prix Juno de 2004 où son album éponyme a été nommé « Album de l'année » quoique ce titre fut finalement remporté par Sam Roberts.
Bublé a publié un EP de Noël intitulé Let It Snow! à la fin de 2003. La pièce titre de l'album atteint le top 40 des singles en Australie, ironiquement au milieu de l'été dans ce pays. Il a publié un album live et un DVD, en avril 2004, parvenant avec le DVD d'atteindre le top 10 du Billboard charts vidéo. L'album a également atteint le top 50 des chartes australienne à la fin d'avril et le Billboard 200 album charts. Let It Snow! sera renumérisé aux États-Unis le 9 octobre 2007.
Bublé est aussi paru dans plusieurs films au cours des dernières années, notamment dans un rôle de chanteur de karaoké dans Duos d'un jour (Duets) aux côtés de Gwyneth Paltrow et de Huey Lewis. Il est aussi paru dans plusieurs bandes son comme celle de Totally Blonde en 2001 et dans The Snow Walker en 2003.
Deux chansons de son premier album (For Once In My Life, Kissing a Fool) ont été intégrées à la bande son du film Down with Love, mais la bande originale comprenait également un duo inédit avec Holly Palmer sur la chanson thème du film. Le DJ Junkie XL remix remixe le thème de Spider-Man de l’album Babalu. Cette pièce a été entendue au défilement des crédits à la fin du film de Spider-Man 2. Cette version de la chanson est celle qui fut publiée.

### It's TimeetCall Me Irresponsible
Bublé lance son deuxième album studio, It's Time au début de 2005. L’album atteint le numéro 7 au Billboard 200 et le numéro 2 sur le ARIA Album Charts en Australie. It's Time est numéro 4 sur les charts au Royaume-Uni. L'album présente des reprises des Beatles et Ray Charles, et le hit single Home (en). Michael Bublé a vendu au-delà de dix millions d'albums.
Il a remporté quatre prix Juno (équivalent des Grammy Awards américains) aux Juno Awards 2006 à Halifax, en Nouvelle-Écosse, au Canada. Il a gagné dans les catégories Album pop de l’année (It's Time), Single de l'année (Home (en)), Album de l'année (It's Time), et Artiste de l'année. Il était également proposé pour le prix Juno Fan Choice Award, mais ne l'a pas gagné.
Il est géré par Bruce Allen, qui gère également Martina McBride et Bryan Adams.
Le 4 avril 2007, Michael a chanté à American Idol, en tant que remplaçant de dernière minute de Tony Bennett, il a interprété Call Me Irresponsible. L'été 2007, sort sa chanson Everything. En octobre 2007, le groupe pop irlandais Westlife sort sa version de la chanson Home (en).
Le 20 septembre 2011, le crooner Tony Bennett sort Duets II, un album de duos comprenant le titre Don't Get Around Much Anymore co-interprété avec Michael Bublé.

### To Be LovedetNobody but Me
Bublé a sorti l'album To Be Loved le 15 avril 2013. Le premier single, It's a Beautiful Day, est sorti le 25 février 2013. To Be Loved fait ses débuts au numéro 1 du Billboard 200, devenant le quatrième album consécutif du crooner classé ainsi.
Son neuvième album studio, Nobody but Me est sorti le 21 octobre 2016.

### Love
Son 10e album studio Love sortira le 16 novembre 2018, précédé du premier single When I Fall in Love le 27 septembre 2018. En octobre 2018, Bublé était cité Dans une interview du Daily Mail où il a déclaré qu'il « se retirait » de la musique après la sortie de Love, affirmant que l'interview serait sa « dernière » et qu'il en avait « terminé avec le narcissisme des célébrités ». Sa direction a ensuite publié une déclaration niant la retraite de Bublé, les qualifiant de « rumeurs » propagées par des « médias ».

## Discographie

### Albums studio
| Titre                                                                  | Détails                                                                                    | Meilleures positions | Meilleures positions | Meilleures positions | Meilleures positions | Meilleures positions | Meilleures positions | Meilleures positions | Meilleures positions | Meilleures positions | Meilleures positions | Certifications | Ventes                                                            |
| Titre                                                                  | Détails                                                                                    | CAN                  | AUS                  | AUT                  | GER                  | IRE                  | NLD                  | SWE                  | SWI                  | UK                   | US                   | Certifications | Ventes                                                            |
| ---------------------------------------------------------------------- | ------------------------------------------------------------------------------------------ | -------------------- | -------------------- | -------------------- | -------------------- | -------------------- | -------------------- | -------------------- | -------------------- | -------------------- | -------------------- | --- | ----------------------------------------------------------------- |
| Babalu                                                                 | - Sortie : 2001 - Label : Auto-édition - Formats : Cassette, CD                            | —                    | —                    | —                    | —                    | —                    | —                    | —                    | —                    | —                    | —                    | |                                                                   |
| Dream                                                                  | - Sortie : 2002 - Label : Auto-édition - Formats : Cassette, CD                            | —                    | —                    | —                    | —                    | —                    | —                    | —                    | —                    | —                    | —                    | |                                                                   |
| Michael Bublé                                                          | - Sortie : 11 février 2003 - Label : 143, Reprise - Formats : Cassette, CD, téléchargement | 7                    | 1                    | —                    | 49                   | 8                    | 32                   | 28                   | 53                   | 6                    | 47                   | - MC: 4× Platinum - ARIA: 7× Platinum - BPI: 2× Platinum - RIAA: Platinum                                           |                                                                   |
| It's Time                                                              | - Sortie : 8 février 2005 - Label : 143, Reprise - Formats : CD, téléchargement            | 1                    | 2                    | 3                    | 2                    | 5                    | 2                    | 4                    | 7                    | 4                    | 7                    | - MC: 6× Platinum - ARIA: 5× Platinum - BVMI: 2× Platinum - BPI: 2× Platinum - RIAA: 3× Platinum                    | - US: 3,832,000                                                   |
| Call Me Irresponsible                                                  | - Sortie : 1er mai 2007 - Label : 143, Reprise - Formats : CD, téléchargement              | 1                    | 1                    | 2                    | 1                    | 1                    | 1                    | 5                    | 3                    | 2                    | 1                    | - MC: 4× Platinum - ARIA: 5× Platinum - BVMI: Platinum - BPI: 5× Platinum - RIANZ: Platinum - RIAA: Platinum        |                                                                   |
| Crazy Love                                                             | - Sortie : 9 octobre 2009 - Label : 143, Reprise - Formats : CD, téléchargement            | 1                    | 1                    | 8                    | 5                    | 1                    | 2                    | 17                   | 4                    | 1                    | 1                    | - MC: 4× Platinum - ARIA: 5× Platinum - BVMI: Platinum - BPI: 10× Platinum - RIANZ: 2× Platinum - RIAA: 2× Platinum | - UK: 2,700,000                                                   |
| Christmas                                                              | - Sortie : 24 octobre 2011 - Label : 143, Reprise - Formats : CD, téléchargement           | 1                    | 1                    | 1                    | 1                    | 1                    | 1                    | 1                    | 3                    | 1                    | 1                    | - MC: Diamond - ARIA: 13× Platinum - BVMI: 5× Gold - BPI: 7× Platinum                                               | - World: 9,300,000 - CAN: 444,000 - US: 3,839,000 - UK: 2,216,000 |
| To Be Loved                                                            | - Sortie : 23 avril 2013 - Label : 143, Reprise - Formats : CD, téléchargement             | 1                    | 1                    | 1                    | 2                    | 1                    | 1                    | 3                    | 1                    | 1                    | 1                    | - MC: 4× Platinum - ARIA: Platinum - BVMI: 3× Gold - BPI: 2× Platinum - RIANZ: Platinum - RIAA: Platinum            | - CAN: 350,000 - UK: 631,000 - US: 1,000,000                      |
| Nobody but Me                                                          | - Sortie : 21 octobre 2016 - Label : 143, Reprise - Formats : CD, téléchargement           | 2                    | 2                    | 3                    | 4                    | 2                    | 4                    | 16                   | 5                    | 2                    | 2                    | - MC: Platinum - ARIA: Gold - BPI: Platinum                                                                         | - US: 250,000                                                     |
| Love                                                                   | - Sortie : 16 novembre 2018 - Label : Reprise - Formats : CD, téléchargement               | 1                    | 2                    | 2                    | 6                    | 4                    | 4                    | 27                   | 3                    | 1                    | 2                    | - MC: Platinum - BPI: Platinum                                                                                      | - US: 111,000 - R-U: 66,794 (première semaine)                    |
| Higher                                                                 | - Sortie : 18 mars 2022 - Label : Reprise                                                  | —                    | —                    | —                    | —                    | —                    | —                    | —                    | —                    | —                    | —                    | |                                                                   |
| "—" signifie que l'album ne s'est pas classé ou n'est pas encore sorti |                                                                                            |                      |                      |                      |                      |                      |                      |                      |                      |                      |                      | |                                                                   |

### Compilations
| Titre                                                                  | Détails                                                                                                 | Meilleures positions | Meilleures positions | Meilleures positions | Meilleures positions | Meilleures positions | Meilleures positions | Meilleures positions | Meilleures positions | Meilleures positions | Meilleures positions | Certifications | Ventes |
| Titre                                                                  | Détails                                                                                                 | CAN                  | AUS                  | AUT                  | GER                  | IRE                  | NLD                  | SWE                  | SWI                  | UK                   | US                   | Certifications | Ventes |
| ---------------------------------------------------------------------- | --- | -------------------- | -------------------- | -------------------- | -------------------- | -------------------- | -------------------- | -------------------- | -------------------- | -------------------- | -------------------- | -------------- | ------ |
| The Best of Bublé                                                      | - Sortie : 27 septembre 2024 - Label : Warner Records - Formats : Vinyle, CD, Téléchargement, Streaming |                      |                      |                      |                      |                      |                      |                      |                      |                      |                      |                |        |
| "—" signifie que l'album ne s'est pas classé ou n'est pas encore sorti | |                      |                      |                      |                      |                      |                      |                      |                      |                      |                      |                |        |

### Album en spectacle
| Year | Album                                                 | Billboard 200 | UK Albums Chart | Canadian Albums Chart | ARIA Charts | ITA | Media Control Charts | AUT | SWI | NE | SWE | EU | United World Chart | Sales |
| ---- | ----------------------------------------------------- | ------------- | --------------- | --------------------- | ----------- | --- | -------------------- | --- | --- | -- | --- | -- | ------------------ | --- |
| 2004 | Come Fly with Me (CD et DVD)                          | 55            | 52              | -                     | 18          | -   | -                    | -   | -   | 40 | -   | -  | -                  | - RIAA: Platinum (video longform) - ARIA: Gold (35,000) - CRIA: Gold (50,000), 7x Platinum (video longform; 70,000)     |
| 2005 | Caught in the Act (CD et DVD)                         | 82            | 25              | -                     | 15          | 10  | 31                   | 30  | 51  | 26 | -   | -  | -                  | - RIAA: Platinum - ARIA: Gold (35,000) - CRIA: 8x Platinum (video longform; 80,000) - GE: Gold (video longform; 25,000) |
| 2009 | Michael Bublé Meets Madison Square Garden (CD et DVD) |               |                 |                       |             |     |                      |     |     |    |     |    |                    | |

### EP et autre
| Album | Vente             |                         |
| ----- | ----------------- | ----------------------- |
| 1996  | First Dance       |                         |
| 2001  | Babalu            |                         |
| 2002  | Dream             |                         |
| 2003  | Totally Bublé     |                         |
| 2003  | Let It Snow! (EP) | - US: 168,150           |
| 2006  | With Love (EP)    | - RIAA: Gold (500,000+) |

### Singles
| Année | Titre                                                                                 | Meilleur classement | Meilleur classement | Meilleur classement | Meilleur classement | Meilleur classement | Meilleur classement | Meilleur classement | Meilleur classement | Meilleur classement | Meilleur classement | Meilleur classement | Certifications                                                  | Album                   |
| Année | Titre                                                                                 | CAN                 | AUS                 | AUT                 | GER                 | IRE                 | NLD                 | SWE                 | SWI                 | UK                  | US                  | US AC               | Certifications                                                  | Album                   |
| ----- | ------------------------------------------------------------------------------------- | ------------------- | ------------------- | ------------------- | ------------------- | ------------------- | ------------------- | ------------------- | ------------------- | ------------------- | ------------------- | ------------------- | --------------------------------------------------------------- | ----------------------- |
| 2003  | How Can You Mend a Broken Heart?                                                      | —                   | —                   | —                   | —                   | —                   | —                   | —                   | —                   | —                   | —                   | 22                  |                                                                 | Michael Bublé           |
| 2003  | Kissing a Fool                                                                        | —                   | —                   | —                   | —                   | —                   | —                   | —                   | —                   | —                   | —                   | 29                  |                                                                 | Michael Bublé           |
| 2004  | Sway                                                                                  | —                   | 15                  | —                   | —                   | —                   | —                   | —                   | —                   | 200                 | —                   | 24                  |                                                                 | Michael Bublé           |
| 2004  | Spider-Man Theme                                                                      | 6                   | 21                  | —                   | —                   | —                   | —                   | —                   | —                   | —                   | —                   | —                   |                                                                 | Michael Bublé           |
| 2005  | Feeling Good                                                                          | —                   | 70                  | 66                  | 36                  | —                   | 61                  | —                   | —                   | 69                  | —                   | —                   | - BPI: Or                                                       | It's Time               |
| 2005  | Home 1                                                                                | —                   | 35                  | 36                  | 55                  | 42                  | 56                  | 55                  | 33                  | 31                  | 72                  | 1                   | - RIAA: Platinum - BPI: Or                                      | It's Time               |
| 2005  | Home / A Song for You 2                                                               | —                   | —                   | —                   | —                   | —                   | —                   | —                   | —                   | 45                  | —                   | —                   |                                                                 | It's Time               |
| 2006  | Save the Last Dance for Me                                                            | —                   | —                   | —                   | —                   | —                   | —                   | —                   | —                   | —                   | 99                  | 5                   | - RIAA: Or                                                      | It's Time               |
| 2007  | Everything                                                                            | 10                  | 19                  | 34                  | 39                  | 39                  | 5                   | 43                  | 28                  | 38                  | 46                  | 1                   | - RIAA: Platine - BPI: Or                                       | Call Me Irresponsible   |
| 2007  | Me and Mrs. Jones                                                                     | —                   | —                   | —                   | —                   | —                   | —                   | —                   | 68                  | 127                 | —                   | —                   |                                                                 | Call Me Irresponsible   |
| 2007  | Lost                                                                                  | 25                  | —                   | 55                  | 44                  | 24                  | 30                  | —                   | 66                  | 19                  | 97                  | 2                   | - BPI: Argent                                                   | Call Me Irresponsible   |
| 2007  | It Had Better Be Tonight                                                              | 89                  | —                   | —                   | —                   | —                   | —                   | —                   | —                   | 74                  | —                   | —                   |                                                                 | Call Me Irresponsible   |
| 2008  | Comin' Home Baby (avec Boyz II Men)                                                   | —                   | —                   | —                   | 17                  | —                   | —                   | —                   | —                   | —                   | —                   | —                   |                                                                 | Call Me Irresponsible   |
| 2009  | Haven't Met You Yet                                                                   | 5                   | 9                   | 54                  | 53                  | 5                   | 16                  | 39                  | 37                  | 5                   | 24                  | 1                   | - MC: Platine - ARIA: 2× Platine - RIAA: Platine - BPI: Platine | Crazy Love              |
| 2009  | Hold On                                                                               | 87                  | —                   | —                   | —                   | —                   | —                   | —                   | —                   | 72                  | —                   | 9                   |                                                                 | Crazy Love              |
| 2009  | Baby (You've Got What It Takes)                                                       | —                   | —                   | —                   | —                   | —                   | —                   | —                   | —                   | —                   | —                   | —                   |                                                                 | Crazy Love              |
| 2010  | Cry Me a River                                                                        | —                   | —                   | —                   | —                   | 29                  | —                   | —                   | —                   | 34                  | —                   | —                   | - BPI: Argent                                                   | Crazy Love              |
| 2010  | Crazy Love                                                                            | —                   | —                   | —                   | —                   | —                   | —                   | —                   | —                   | 122                 | 124                 | —                   |                                                                 | Crazy Love              |
| 2010  | Hollywood                                                                             | 17                  | 91                  | —                   | —                   | 2                   | 52                  | —                   | —                   | 11                  | 55                  | 6                   | - BPI: Argent                                                   | Crazy Love              |
| 2011  | Don't Get Around Much Anymore (avec Tony Bennett)                                     | 38                  | —                   | —                   | —                   | —                   | —                   | —                   | —                   | —                   | —                   | —                   |                                                                 | Duets II                |
| 2011  | All I Want for Christmas Is You                                                       | —                   | 76                  | —                   | 80                  | —                   | 88                  | 39                  | —                   | 149                 | 99                  | 1                   | - BPI: Argent                                                   | Christmas               |
| 2012  | Georgia on My MindA (avec Ray Charles)                                                | —                   | —                   | —                   | —                   | —                   | —                   | —                   | —                   | —                   | —                   | —                   |                                                                 | Crazy Love              |
| 2012  | It's Beginning to Look a Lot Like Christmas / Jingle Bells (avec The Puppini Sisters) | 4                   | 3                   | 6                   | 6                   | 7                   | 3                   | 4                   | 5                   | 7                   | 20                  | 2                   | - BPI: 2× Platine                                               | Christmas               |
| 2012  | White ChristmasB (avec Bing Crosby)                                                   | 72                  | —                   | 51                  | 39                  | —                   | —                   | —                   | 58                  | —                   | 124                 | —                   |                                                                 | Christmas               |
| 2013  | It's a Beautiful Day                                                                  | 20                  | 33                  | 24                  | 28                  | 28                  | 24                  | —                   | 32                  | 10                  | 94                  | 7                   | - ARIA: Or - BPI: Argent                                        | To Be Loved             |
| 2013  | Close Your Eyes                                                                       | —                   | —                   | —                   | —                   | 77                  | —                   | —                   | —                   | 72                  | —                   | 13                  |                                                                 | To Be Loved             |
| 2013  | After All (avec Bryan Adams)                                                          | 96                  | —                   | —                   | —                   | —                   | —                   | —                   | —                   | —                   | —                   | —                   |                                                                 | To Be Loved             |
| 2013  | You've Got a Friend in Me                                                             | —                   | —                   | —                   | —                   | —                   | —                   | —                   | —                   | —                   | —                   | 10                  |                                                                 | To Be Loved             |
| 2013  | You Make Me Feel So Young                                                             | —                   | —                   | —                   | —                   | —                   | —                   | —                   | —                   | —                   | —                   | —                   |                                                                 | To Be Loved             |
| 2014  | To Love Somebody                                                                      | —                   | —                   | —                   | —                   | —                   | —                   | —                   | —                   | —                   | —                   | —                   |                                                                 | To Be Loved             |
| 2014  | Baby, It's Cold Outside (with Idina Menzel)                                           | 58                  | —                   | —                   | —                   | 62                  | —                   | —                   | —                   | 39                  | 78                  | 1                   | - BPI: Or                                                       | Holiday Wishes          |
| 2015  | The More You Give (The More You'll Have)                                              | —                   | 97                  | —                   | —                   | —                   | —                   | —                   | —                   | —                   | —                   | 19                  |                                                                 | Non-album single        |
| 2016  | Nobody but Me                                                                         | 70                  | —                   | —                   | —                   | —                   | —                   | —                   | —                   | 77                  | —                   | 10                  |                                                                 | Nobody but Me           |
| 2016  | I Believe in You                                                                      | —                   | —                   | —                   | —                   | —                   | —                   | —                   | —                   | —                   | —                   | 11                  |                                                                 | Nobody but Me           |
| 2018  | When I Fall in Love                                                                   | —                   | —                   | —                   | —                   | —                   | —                   | —                   | —                   | —                   | —                   | —                   |                                                                 | Love                    |
| 2018  | Love You Anymore                                                                      | —                   | —                   | —                   | —                   | —                   | —                   | —                   | —                   | —                   | —                   | 10                  |                                                                 | Love                    |
| 2018  | Such a Night                                                                          | —                   | —                   | —                   | —                   | —                   | —                   | —                   | —                   | —                   | —                   | —                   |                                                                 | Love                    |
| 2019  | Forever Now                                                                           | —                   | —                   | —                   | —                   | —                   | —                   | —                   | —                   | —                   | —                   | 19                  |                                                                 | Love                    |
| 2020  | Gotta Be Patient (avec Barenaked Ladies et Sofia Reyes)                               | —                   | —                   | —                   | —                   | —                   | —                   | —                   | —                   | —                   | —                   | —                   |                                                                 | Non-album single        |
| 2020  | Elita (avec Gary Barlow et Sebastián Yatra)                                           | —                   | —                   | —                   | —                   | —                   | —                   | —                   | —                   | —                   | —                   | —                   |                                                                 | Music Played by Humans  |
| 2020  | Cuddle Up, Cozy Down Christmas (with Dolly Parton)                                    | —                   | —                   | —                   | —                   | 52                  | —                   | —                   | —                   | 66                  | —                   | 10                  |                                                                 | A Holly Dolly Christmas |
| 2022  | I'll Never Not Love You                                                               | —                   | —                   | —                   | —                   | —                   | —                   | —                   | —                   | —                   | —                   | —                   |                                                                 | Higher                  |

### Apparitions
| Année | Chanson                                                               | Album                            |
| ----- | --------------------------------------------------------------------- | -------------------------------- |
| 2003  | Kissing a Fool For Once in My Life Down with Love (avec Holly Palmer) | Down with Love Soundtrack        |
| 2004  | I Won't Dance                                                         | Taking a Chance on Love          |
| 2004  | Elf's Lament                                                          | Barenaked for the Holidays       |
| 2005  | Let There Be Love                                                     | To Love Again                    |
| 2006  | Just in Time Steppin' Out With My Baby                                | Duets: An American Classic       |
| 2007  | You Are My Destiny                                                    | Classic Songs, My Way            |
| 2007  | L-O-V-E                                                               | Why Did I Get Married Soundtrack |
| 2008  | Untitled Track (avec Styles of Beyond)                                | Rocket Surgery                   |
| 2011  | White Christmas (avec Shy'm)                                          | Prendre l'air                    |

## Filmographie
- 1995 : X-Files (série télévisée), saison 3, épisodes 15 et 16
- 2000 : Duos d'un jour (Duets)
- 2001 : Totally Blonde : Van Martin
- 2003 : The Snow Walker : Hap
- 2005 : Las Vegas (série télévisée)
- 2005 : Da Kath and Kim Code (en) (série télévisée)

## Autres participations
| Année | Événement |
| ----- | --- |
| 2010  | Jeux olympiques d'hiver de Vancouver - participation au relais de la flamme olympique lors de la cérémonie d'ouverture |

## Distinctions
| Année | Récompense             | Catégorie                                             | Résultat |
| ----- | ---------------------- | ----------------------------------------------------- | -------- |
| 2004  | Prix Juno              | Meilleur recrue                                       | Gagné    |
| 2004  | Prix Juno              | Album de l’année - Michael Bublé                      | nommé    |
| 2006  | Prix Juno              | Pop Album de l’année - It's Time                      | Gagné    |
| 2006  | Prix Juno              | Single de l’année - Home                              | Gagné    |
| 2006  | Prix Juno              | Album de l’année - It's Time                          | Gagné    |
| 2006  | Prix Juno              | Artiste de l’année                                    | Gagné    |
| 2006  | Prix Juno              | Choix du public                                       | nommé    |
| 2006  | Echo                   | Jazz Production de l’année - It's Time                | Gagné    |
| 2006  | Grammy                 | Pop Vocal Album - It's Time                           | nommé    |
| 2006  | MuchMusic Video Awards | Chanson de l’année - Home                             | Gagné    |
| 2007  | Grammy                 | Pop Vocal Album - Caught in the Act                   | nommé    |
| 2007  | People's Choice Awards | Meilleur reprise - Save the Last Dance for Me         | nommé    |
| 2007  | Chanel 3               | Chanson de l’année Me and Mrs. Jones                  | nommé    |
| 2008  | Grammy                 | Pop Vocal Album - Call me Irresponsible               | Gagné    |
| 2008  | Grammy                 | Meilleure performance vocale masculine - Everything   | nommé    |
| 2010  | NRJ Music Awards       | Artiste masculin international de l’année             | nommé    |
| 2011  | Grammy                 | Meilleur album vocal traditionnel de pop - Crazy Love | Gagné    |

## Musiciens

### Membres de tournée[Quand?]
- Alan Chang - Piano
- Robert Perkins - Percussions
- Craig Polasko – Basse acoustique, basse électrique
- Justin Ray - Trompette
- Mark Small - Saxophone
- Jumaane smith - Trompette
- Nick Vagenas - Trombone
- Rob Wilkerson - Saxophone Alto
- Jacob Rodriguez - Saxophone Baryton
- Frank Basile - Saxophone Baryton
- Josh Brown - Trombone
- Bryan Lipps - Trompette

### Membres fondateurs de la tournée

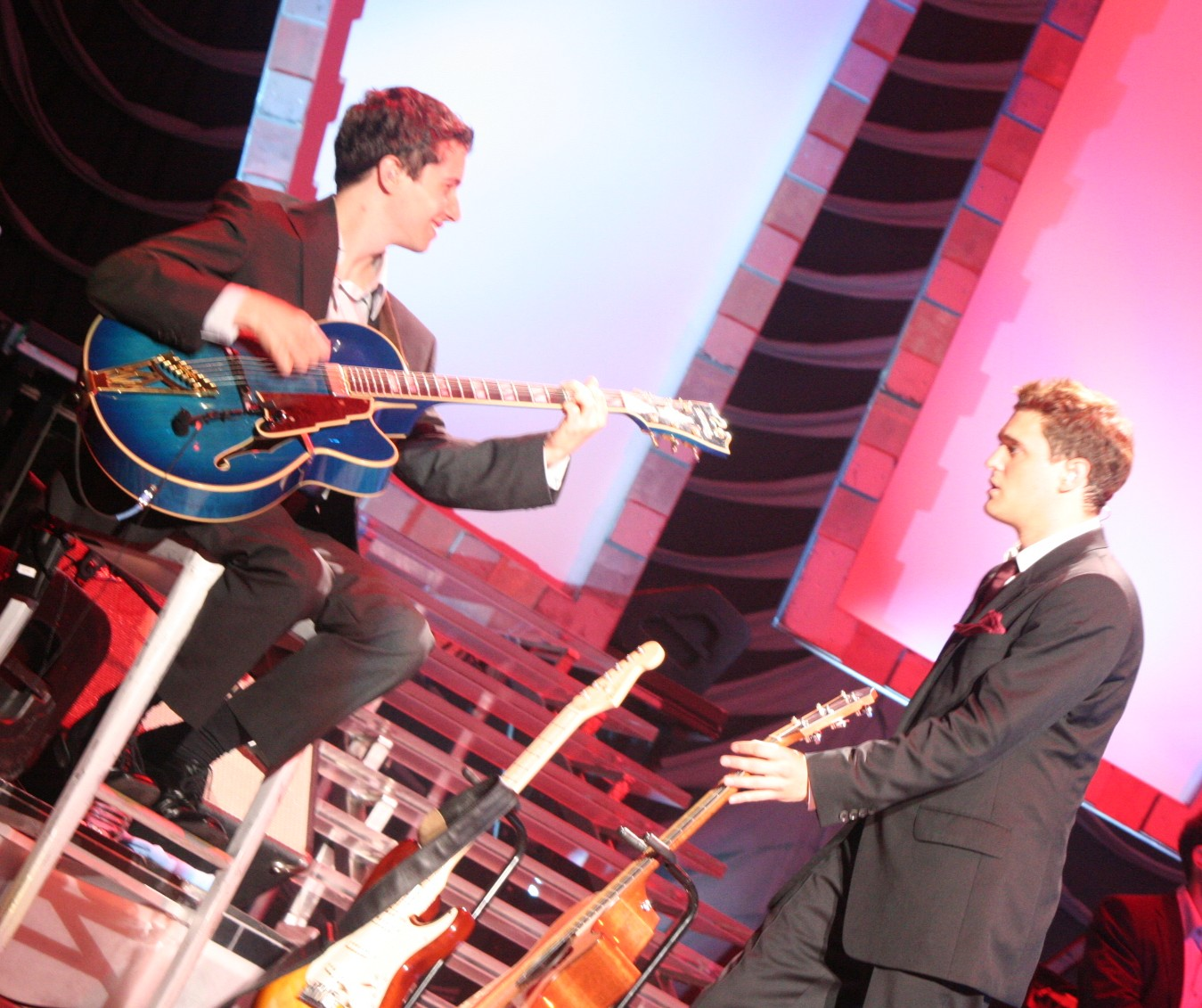
Bublé avec Randy Napoleon

- Frank Basile - Saxophone
- Massimo Biolcati - Bass
- Lyman Medeiros - Bass
- Jason Goldman - Saxophone Alto
- Randy Napoleon - Guitar
- Peter Van Nostrand - Drums
- Bill Wysaske - Drums
- George Kavoukis- Accordéon